# Eulalia mackinlayi
Eulalia mackinlayi là một loài thực vật có hoa trong họ Hòa thảo. Loài này được (F.Muell. ex Benth.) Kuntze mô tả khoa học đầu tiên năm 1891.